# 帯川利之
帯川 利之（おびかわ としゆき） は、日本の機械工学者。東京大学名誉教授。元精密工学会副会長。精密工学会賞受賞。

## 人物・経歴
1974年東京工業大学工学部機械物理工学科卒業。1980年東京工業大学大学院理工学研究科機械物理工学専攻博士課程修了、工学博士、東京工業大学工学部助手。1987年東京工業大学工学部助教授。1998年東京工業大学工学部教授。2006年日本学術会議連携会員。2007年東京大学生産技術研究所教授、東京工業大学名誉教授。2009年文部科学省科学技術・学術審議会専門委員。2010年精密工学会副会長。2013年東京大学生産技術研究所先進ものづくりシステム連携研究センター長。2017年東京電機大学特別専任教授、東京大学名誉教授。2018年東京電機大学ものづくりセンター副センター長。加工現象の研究を行い、2019年度精密工学会賞を受賞した。2022年精密工学会名誉会員。